# Reginald Andrew Blankenberg
Reginald Andrew Blankenberg OBE (* 1876; † 1960) war ein südafrikanischer Diplomat.

## Leben
Von 1918 bis 1921 war Reginald Andrew Blankenberg Geschäftsträger im Hochkommissariat der Südafrikanischen Union in London. Als solcher vertrat er die Union Südafrika und durfte eine Reihe von Völkerrechtsverträgen unterzeichnen beispielsweise am 10. August 1920 den Vertrag von Sèvres (Osmanisches Reich).
Von 1928 bis 1938 saß Blankenberg im Aufsichtsrat der Randfontein Estates Gold Mining Company (Witwatersrand) Limited.
| Vorgänger | Amt                                                       | Nachfolger          |
| --------- | --------------------------------------------------------- | ------------------- |
| —         | Liste südafrikanischer Hochkommissare in London 1918–1921 | Edgar Harris Walton |